# Spezia Foot Ball Club 1934-1935
Questa pagina raccoglie i dati riguardanti lo Spezia Foot Ball Club nelle competizioni ufficiali della stagione 1934-1935.

## Rosa
| N. |                   | Ruolo | Calciatore        |
| -- | ----------------- | ----- | ----------------- |
|    | Italia (bandiera) | C     | Giuseppe Andrei   |
|    | Italia (bandiera) | A     | Gianni Arella     |
|    | Italia (bandiera) | P     | Angelo Baratti    |
|    | Italia (bandiera) | A     | Luciano Benassi   |
|    | Italia (bandiera) | A     | Oreste Benatti    |
|    | Italia (bandiera) | A     | Giovanni Bermone  |
|    | Italia (bandiera) | D     | Enrico Bozzo      |
|    | Italia (bandiera) | A     | Giuseppe Calcagno |
|    | Italia (bandiera) | C     | Guerrino Cattaneo |
|    | Italia (bandiera) | C     | Fausto Comar      |
|    | Italia (bandiera) | A     | Renzo Dupont      |
|    | Italia (bandiera) | D     | Pasquale Farina   |

| N. |                   | Ruolo | Calciatore            |
| -- | ----------------- | ----- | --------------------- |
|    | Italia (bandiera) | A     | Elio Gerbini          |
|    | Italia (bandiera) | C     | Agostino Langella     |
|    | Italia (bandiera) | C     | Libero Marchina       |
|    | Italia (bandiera) | D     | Luigi Martinelli      |
|    | Italia (bandiera) | P     | Angelo Rotondi        |
|    | Italia (bandiera) | A     | Mariano Sabatini      |
|    | Italia (bandiera) | C     | Amerigo Salati        |
|    | Italia (bandiera) | D     | Umberto Santillo (II) |
|    | Italia (bandiera) | C     | Luigi Scarabello      |
|    | Italia (bandiera) | C     | Stella                |
|    | Italia (bandiera) | P     | Paolo Strati          |
|    | Italia (bandiera) | P     | Bruno Venturini       |

## Statistiche

### Statistiche di squadra
| Competizione | Punti | In casa | In casa | In casa | In casa | In casa | In casa | In trasferta | In trasferta | In trasferta | In trasferta | In trasferta | In trasferta | Totale | Totale | Totale | Totale | Totale | Totale | DR |
| Competizione | Punti | G       | V       | N       | P       | Gf      | Gs      | G            | V            | N            | P            | Gf           | Gs           | G      | V      | N      | P      | Gf     | Gs     | DR |
| ------------ | ----- | ------- | ------- | ------- | ------- | ------- | ------- | ------------ | ------------ | ------------ | ------------ | ------------ | ------------ | ------ | ------ | ------ | ------ | ------ | ------ | -- |
| Serie B      | 24    | 14      | 7       | 2       | 5       | 24      | 12      | 15           | 3            | 2            | 10           | 13           | 29           | 29     | 10     | 4      | 15     | 37     | 41     | -4 |

### Statistiche dei giocatori
| Giocatore        | Serie B  | Serie B |
| Giocatore        | Presenze | Reti    |
| ---------------- | -------- | ------- |
| G. Andrei        | 21       | 2       |
| G. Arella        | 2        | 1       |
| A. Baratti       | 11       | -12     |
| L. Benassi       | 6        | 3       |
| O. Benatti       | 2        | 0       |
| G. Bermone       | 24       | 2       |
| E. Bozzo         | 9        | 0       |
| G. Calcagno      | 12       | 2       |
| G. Cattaneo      | 28       | 0       |
| F. Comar         | 27       | 7       |
| R. Dupont        | 3        | 1       |
| P. Farina        | 28       | 0       |
| E. Garbini       | 15       | 4       |
| A. Langella (I)  | 4        | 0       |
| A. Langella (II) | 2        | 0       |
| L. Marchina      | 27       | 4       |
| L. Martinelli    | 3        | 0       |
| A. Rotondi       | 14       | -25     |
| M. Sabatini      | 23       | 8       |
| A. Salati        | 1        | 0       |
| U. Santillo      | 23       | 0       |
| L. Scarabello    | 15       | 3       |
| L. Stella        | 2        | 0       |
| P. Strati        | 4        | -4      |
| B. Venturini     | 13       | 0       |